# Yes
Yes és un grup musical britànic, considerat un dels més influents del corrent anomenat rock progressiu o rock simfònic i de la història del rock en general.
Encara que la seva trajectòria abraça quatre dècades, l'etapa més destacada del grup, on tingueren un èxit espectacular i crearen les seves obres més importants, fou la primera meitat dels anys 70, amb la formació següent: Jon Anderson (veu i percussió), Chris Squire (baix i veu), Steve Howe (guitarres), Rick Wakeman (teclats) i Bill Bruford (bateria). L'estil del grup es basava en l'altíssim nivell tècnic, proper al virtuosisme, dels membres del grup, considerats entre els músics més destacats de la seva generació. Els temes d'aquella època eren llargs, complexos i sumptuosos, sovint articulats en moviments -una mica seguint l'estil de les simfonies de la música clàssica-, mentre que les lletres eren de tipus al·legòric o fantàstic.

## Trajectòria

### Els primers anys: 1969-1971
Després de cantar pel grup Warriors, i d'editar un single com a solista amb el pseudònim de Hans Christian el 1968 Jon Anderson (veu), coneix a Chris Squire (baix), a La Chasse, club del Soho londinenc. Squire ja havia tingut una activa participació en els Syn, grup pioner a la vanguarda electrònica i psicodèlica. Es gesta així la primera alineació del grup juntament amb Peter Banks a la guitarra, Bill Bruford a la bateria i finalment Tony Kaye als teclats.
És així coma el 1969 graven el seu debut simplement com a Yes, un treball que si bé no va obtenir una bona acollida en vendes, va saber comptar amb el suport de la crítica especialitzada, fins al punt que el grup va ser classificada com la revelació d'aquest any per Melody Maker. Aquest treball no sols contenia exquisites versions de temes dels grups que els van inspirar i fer iniciar en la música, sinó a més, composicions originals que si bé estaven orientades cap a un estil comercial i melòdic, els seus arranjaments i canvis de ritmes delataven la seva clara influència del jazz i la música clàssica.
El seu segon disc du per títol Time and a Word, i surt a la venda el 1970, un disc que seguia l'estil melòdic i instrumental de l'anterior, encara que aquesta vegada amb la incorporació d'una orquestra de cambra, amb una clara influència del compositor russo-nord-americà Igor Stravinsky. La inclusió d'aquesta orquestra vingué a reemplaçar gra part del protagonisme de les guitarres elèctriques, la qual cosa semblà enfadar al guitarrista Peter Banks, que afegit a la reticència de la resta del grup amb la seva feina, cada vegada més indulgent, va acabar finalment amb la sortida d'aquest últim del grup.
Després d'ofertes de grups com The Nice o Jethro Tull, l'ex-guitarrista del grup psicodèlic Tomorrow, Steve Howe, accepta l'oferta d'unir-se a Yes, qui per un error d'edició és fotografiat juntament a la resta del grup per a l'edició americana del disc anterior Time and A Word, pel qual tan sols hi col·laborà en la gira de promoció i alguns espectacles televisius.
La seva esperada estrena a l'estudi de gravació amb el grup no seria sinó fins a l'any següent amb The Yes Album el 1971. Un disc a on la brillant veu de contra-tenor de Jon Anderson, més el cuidat en l'execució en els complexos arranjaments per la resta del grup, arriben a un nivell alt en la música rock. Definitivament, la inclusió del talent creatiu i execució del guitarrista Steve Howe donà tota una nova dimensió cromàtica en el color musical del grup. Amb el format de la música rock, la banda es passeja per cada un dels diversos estils que donen forma a la seva particular visió de la música donant textura i forma al que més tard acabaria sent anomenat pels crítics com a so progressiu clàssic de Yes. Amb temes com l'èpic Starship Trooper, el festiu I've Seen All Good People, juntament amb els complexos i progressius temes Yours is no Disgrace i Perpetual Change, aquest disc va catapultar la carrera del grup a nivell internacional començant pel mercat americà, i els temes per aquest disc serien sol·licitats en cadascun dels seus concerts a partir d'aquest moment.
The Yes Album va arribar al número 7 a les llistes d'èxits al Regne Unit, i al número 40 als Estats Units. A la primavera Yes comença la seva gira per Europa, acompanyats per Iron Butterfly (Yes compraria el seu propi equip de so després d'acabar la gira). Al juny toca el seu primer concert a Amèrica a Edmonton, Alberta, Canadà, i dos dies després a Seattle, EUA. Al novembre el grup comença la seva segona gira americana en el Whisky A Go Go en Los Angeles.

### L'experimentació i la fusió 1974-1976
És així com Wakeman és reemplaçat pel suís Patrick Moraz, qui va col·laborar estretament en la creació del següent disc de la banda anomenat Relayer en 1974, imprimint-hi el seu particular estil lliure i dinàmic propi del jazz i la fusió. L'arribada de Moraz es va produir enmig de rumors que lligaven al teclista grec Vangelis amb la banda, el que no es va concretar per l'oposició del sindicat de músics britànic. No obstant això, Moraz va saber guanyar-se el respecte i l'admiració dels fans i del públic en general, per la seva particular versatilitat en els teclats en concordança i química perfecta amb l'exercici de la resta de la banda.
Relayer és l'últim disc dels setanta en comptar amb l'art gràfic de l'anglès Roger Dean, seguint la línia conceptual dels seus dos àlbums anteriors. Un disc amb tres temes, entre ells la suite de vint minuts anomenada The Gates of Delirium, una peça èpica sobre l'estupidesa d'una cultura basada en l'exclusió i el permanent enfrontament, que comença amb les alegres i optimistes acords, representant la fe en la confrontació, ja sigui davant dels enemics ideològics, polítics o dels interessos de la pàtria, seguida del subsecuente caos, mort i destrucció d'un enfrontament bèl·lic, expressat en pesades i caòtiques melodies i acords ratllant gairebé en el psicodèlic, per culminar finalment en el commovedor i afable moviment final, una crida commovedor entre les ruïnes i la destrucció a tot allò que representa la llum i l'esperança. Relay arriba a convertir-se en el disc més eclíptico dins de la carrera de Yes, degut en gran part a l'equilibri i la compenetració en la composició de cada un dels membres de la banda. A diferència de Tales from Topographic Oceans, planteja un concepte més directe i pesat, trobant d'aquesta manera, més proper a Close To The Edge que a qualsevol dels altres treballs de la banda.
Després de la reeixida gira de Relayer, la banda decideix donar-se un recés d'un any, en la qual s'aboquen del tot a desenvolupar cadascun dels seus integrants les seves carreres en solitari. És així com en 1975 Jon Anderson llança el seu debut com a solista amb l'àlbum Olias Of Sunhillow, un disc de tipus conceptual fantàstic, amb elements propis de la música ètnica i anticipant l'auge de la New Age. D'altra banda Chris Squire, amb la col·laboració de diferents artistes (entre ells alguns músics Yes com Bill Bruford i Patrick Moraza, entre d'altres), llança Fish out of Water, un disc que explora un rock més melòdic i orquestral, amb influències del Jazz i del Pop més reflexiu, de la mateixa manera Steve Howe, també es llança a l'aventura del que seria el primer disc de la seva extensa carrera com a solista amb l'àlbum Beginnings, amb una proposta en què no només exhibeix el seu virtuosisme amb les guitarres elèctriques i acústiques, sinó que a més dona a conèixer una amalgama font d'influències en el Blues, la Música clàssica, i una mica del rock més experimental que ja havia desenvolupat al costat de Yes. Patrick Moraza per la seva part faria el mateix a "The Story of I", on combina el progressiu i simfònic amb la música brasilera, recorrent a músics pertanyents a l'escena del jazz-fusió com Jeff Berlin, el grup carioca The Percussionists of Rio de Janeiro i altres provinents del món clàssic i el progressiu com la connotada cantant Annie Haslam de Renaissance i Jon Anderson, creant una història fantàstica i filosòfica. Alan White sorprendria a tots amb Ramshackled, amb elements del pop, el soul, el reggae, el jazz-fusió, i rhythm and blues, fet al costat d'amics i companys en Yes, com la participació de Jon Anderson i Steve Howe enSong of Innocence, el qual seria interpretat en la subsecuente gira de Yes Sols a 1976.
Ja per 1976, la banda es torna a reunir per una extensa gira a través dels Estats Units i Europa, per presentar amb la banda part del treball desenvolupat de forma independent pels seus integrants com a solistes alternant aquest material amb el ja clàssic repertori de la banda.

### El retorn de Rick Wakeman: 1977-1979

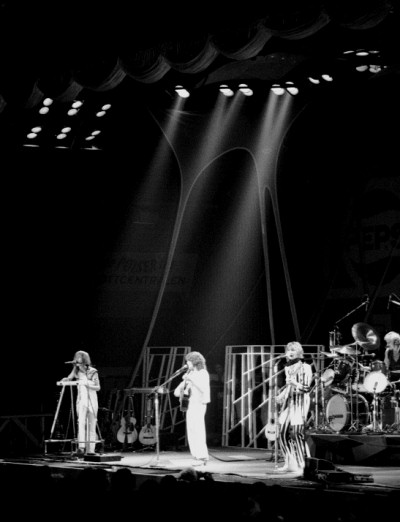
Yes en concert 1977.

Després d'acabada la GiraSols, Yes estava llest per gravar el seu següent disc, en 1977, quan Moraz és empès a deixar la banda presumiblement per problemes contractuals i d'impostos amb la legislació britànica, o bé amb la finalitat d'admetre novament a Rick Wakeman qui havia manifestat el seu interès de tornar a reunir amb els seus companys. D'aquesta manera, la banda es retira a Montreux, al costat del Llac Leman a Suïssa, un idíl·lic lloc amb vistes al llac i als peus dels Alps. El resultat va serGoing For The One(1977) un disc amb cinc temes, quatre en format radial i una peça conceptual de 15 minuts, més enèrgic i accessible en relació als complexos àlbums anteriors, ja revelat en part per la inclusió de l'innovador art de Hipgnosis (qui ja havia treballat amb artistes com Peter Gabriel, Pink Floyd i Rush), en comptes de l'acostumat art gràfic de Roger Dean, però, sense transar en el particular i complex estil instrumental i progressiu ja característic de la banda. Les guitarres acústiques i elèctriques de Steve Howe s'alternen en aquest disc en una varietat de melodies i combinacions rítmiques gairebé impossibles d'executar. L'execució de Wakeman amb una clara orientació clàssica (a diferència del característic so de Jazz de Patrick Moraza), inclouen no només moderns sintetitzadors, sinó a més pianos, clavicordis, i fins a un òrgan d'església, arribant a imprimir el seu segell personal més que en qualsevol dels discos anteriors costat de la banda. El single "Wonderous Stories", arriba a ser la punta de llança per a la promoció de l'àlbum en les ràdio emissores arribant al # 10 en les llistes de popularitat.

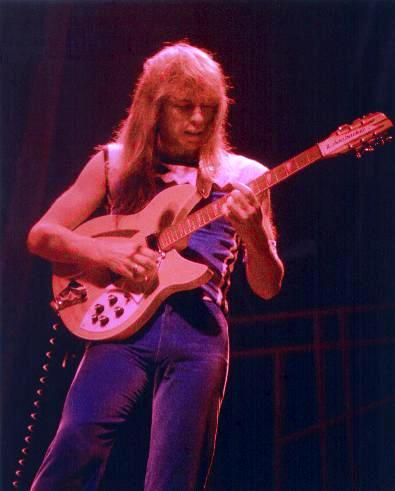
Steve Howe, segell progressiu de Yes al costat de Yes el 1977.

Aquesta alineació es va mantenir per gravar en 1978 el seu següent producció, després d'alguns conflictes pel que fa a l'elecció del lloc de gravació, ja que Jon i Alan desitjaven traslladar-se a Suïssa on Rick ja residia, intentant reviure la mística de l'àlbum anterior, mentre que Steve i Chris desitjaven romandre a Anglaterra esgotats de mesos de gira. Finalment es van quedar a Londres. Si bé la idea inicial era la d'un disc conceptual basat en alguns motius com ara la pre-existència i la immortalitat de l'ànima, seguint la línia de temes quasi-místics com Awake de 15 minuts de "Going for The One" al mateix temps de rescatar l'atmosfera i inspiració del film de 1977 de Steven Spielberg: Encontres a la tercera fase, però el disc que originalment va haver d'haver anomenat "Yes-Tor" (a suggeriment de Steve Howe que ho va prendre de la mística muntanya usada com a centre cerimonial des de la prehistòria a la rodalia de Dartmoor, Devon), va donar finalment com a resultat un disc opacado per la falta de direcció en la producció i on es deixava entreveure la creixent pugna pel protagonisme musical a l'interior de la banda. Va ser així com Tormato és llançat el 20 de setembre de 1978, amb la desconcertant imatge del disseny de Hipgnosis amb el tors d'un mag a qui se li llança un tomàquet, (suposadament llançat per Rick Wakeman en veure la manca d'expressió de les imatges) com tractant de donar compte de la insatisfacció amb el resultat final amb l'àlbum. Malgrat el descontentament amb el producte acabat, l'àlbum, amb un so clarament sobrecarregat, ràpidament es va enfilar a la llista dels més venuts, arribant al # 10 en els Estats Units, i al # 40 amb singles com "Don't Kill the Whale ", el qual intenta fer una crida a aturar la caça de les balenes i un rescat a les concepcions mítiques del passat, o" Madrigal ", una breu suite on una enigmàtica i nostàlgica cançó de Jon Anderson és acompanyada amb l'atemporal so del clavicordi de Rick Wakeman i en un tercer pla el llunyà so en contrapunt d'una guitarra clàssica per Steve Howe, amb una lírica fent referències a viatgers espacials que sempre van estar aquí, vides anteriors, i relacions perdudes en el temps. Altres temes comOnward, composta per Chris Squire, oOn the Silent Wing of Freadoms, o els progressius "Future Time - Rejoice" i "Release, Release", només arribarien a ser apreciats amb la retrospectiva del temps, influint en el treball de nous músics i bandes posteriors als vuitanta, com Magellan, Echardt, entre molts altres.
Tot i la insatisfacció de la banda amb la producció final de Tormato, ja per llavors, el nom de Yes era una de les grans institucions del Rock Progressiu, amb concerts massius en estadis a tauler tornat. Malgrat l'auge del Punk, la New Wave i la Música Disc, les seves presentacions seguien generant una gran expectació a la premsa i al públic en general. Cadascuna d'aquestes presentacions era una exhibició del virtuosisme individual de cadascun dels seus músics, reforçat amb la fiançada química desenvolupada al llarg de tots aquests anys component i presentant en viu àlbums claus per entendre el fenomen de la música rock progressiva de la dècada setanta.

### El difícil i dur Temps del Canvi 1979-1982
Després d'acabada la reeixida gira de Tormato (1978-1979), els membres de la banda es reuneixen a París amb el productor Roy Thomas Baker (conegut pel seu treball amb Queen) per a la gravació del que seria el següent treball de Yes. Paris semblaria ser el lloc perfecte com a punt mitjà entre Suïssa, on ja s'havia radicat Rick Wakeman i Londres on es trobava vivint la resta de la banda, a més de permetre'ls escapar de la rigorosa tributació britànica. L'elecció de Baker com a productor va ser bàsicament una estratègia del segell discogràfic per assegurar-se un èxit comercial a mínim amb un single a les llistes. Jon Anderson i Rick Wakeman, a la recerca de nous horitzons van tractar d'orientar el so progressiu de Yes cap al New Age. No obstant això, el desencant de la resta de la banda amb les idees musicals de Jon i Rick qui havien monopolitzat gran part del treball creatiu, resultava més que evident, a més del cansament i la pressió per trobar un nou so en resposta a les noves tendències musicals, va començar a causar constants friccions entre ells. Finalment Alan White pateix un accident amb un patí de rodes causant-li una fractura al turmell, la qual cosa obliga a la banda a fer un recés a la meitat de les sessions de gravació. Aquest recés és aprofitat per Chris Squire, Steve Howe, i el lesionat Alan White qui decideixen tornar a Londres, mentre que Jon Anderson i Rick Wakeman continuen a França per treballar i col·laborar en múltiples projectes individuals.
D'entre aquestes frustrades mostres de París destaquen temes inèdits com ara "Golden Ages", "in A Tower" "Tango", "Richard", "Never Done Before". I altres com "Some are Born", "Days", "Everybody Loves You", que sortirien més endavant en el segon àlbum solista de Jon Anderson, Song Of Seven de 1980. Aquestes mostres arribarien a convertir-se en peces de col·lecció per als fans i col·leccionistes sent algunes d'aquestes preses editades oficialment a partir del 2002 pel segell Rhino, com bonus tracks en les edicions esteses per "Tormato", "Drama" i una caixa de col·lecció anomenada "In a Word".
No obstant això, en aquest moment Jon Anderson i Rick Wakeman encara creuen que el millor per a la banda és prendre un descans creatiu i seguir cadascú pel seu compte treballant en projectes individuals i d'aquesta manera rebre la inspiració musical en interaccionar amb altres músics, ignorant d'alguna manera el que es vindria més endavant. És així com pressionats pel segell discogràfic a causa dels convenis contractuals contrets pel mànager de la banda Brian Lane qui ja havia reservat una gira per Amèrica del Nord la qual ja per aquest llavors s'havia venut completament, de manera que Baker aconsella a Chris Squire, Steve Howe i Alan White a seguir assajant un cop arribats a Londres en el Studio dels ABBA: Town House. D'aquests assajos resultaria la composició de temes com "Go thru 'this", "Satellite", "Telephone Secret", "Tempus Fugit", "Run Thru the Light", "Crossfire", i "Everybody's Song" una versió preliminar de "Does Really Happens?" els quals s'acostaven el so de la banda a un rock més pesat. És en aquest moment en el qual Roy Thomas Baker ofereix a Jon ja Rick integrar-se en la producció d'aquest nou àlbum, però, en sentir les pistes preliminars tant Jon com Rick declinen l'oferta.
No obstant això, durant els assajos en Town House Chris Squire arriba a conèixer als The Buggles: Trevor Horn i Geoffrey Downes, qui amb el seu so comercial, tecno i electrònic havien tingut un èxit massiu el 1979 amb "Video Killed the Radio Star" promocionat per la naixent MTV, van resultar ser fans incondicionals de Yes des de l'adolescència, per la qual cosa accedeixen gustosos davant la invitació a participar en els assaigs després que aquests oferissin a Chris, Steve i Alan una cançó composta per ells per interpretar en els seus assajos (La cançó va resultar ser "We Can Fly From Here"). Després d'alguns assajos, Chris, Steve i Alan decideixen que aquests siguin els reemplaçaments per Jon i Rick, tot i la renuencia de Trevor Horn per reemplaçar Jon Anderson, ja que mai abans havia cantat per a un públic massiu, finalment va ser persuadit davant l'entusiasme de Chris Squire. Va ser així com davant la sorpresa dels Fans i la crítica i dels mateixos Jon Anderson i Rick Wakeman, són reemplaçats pels The Buggles: Trevor Horn i Geoffrey Downes. Amb aquesta alineació es va gravar Drama a l'agost de 1980, un disc amb un so fresc, modern i avantguardista que intentava conciliar el rock progressiu clàssic de la banda, amb un so electrònic i més pesat propi de les noves tendències del rock de principis dels vuitanta.
Malgrat l'èxit comercial de l'àlbum, número dos en vendes al Regne Unit i disc d'or als Estats Units, la gira va ser una sorpresa per al gruix del públic, habituats al repertori clàssic de la banda i la inconfusible veu de Jon Anderson. Aquests desconcertats, al començament, no van acceptar de bon manera als nous reemplaçaments sobre l'escenari, tot i reeixides presentacions en els Estats Units, com la del Madison Square Garden a Nova York, i la presentació sobre l'escenari de temes inèdits en l'àlbum comWe Can Fly From HereiGo Thru This, aquest mateix any. La insatisfacció dels fans per la disfonia de Trevor Horn en les presentacions a Anglaterra en intentar forçar la seva veu per igualar l'agut registre del seu predecessor, terme amb esbroncades i alguns incidents per part del públic, malgrat l'esforç de Chris Squire per cobrir com segona veu en gairebé totes les cançons. Un cop finalitzada la gira programada per a Anglaterra, que Trevor Horn decideix abandonar la banda, decebut per la mala recepció del públic i la crítica despietada dels mitjans. És en aquest punt en què la resta de la Banda decebuts i cansats per l'extenuant gira i la mala acollida per part del públic, decideixen acabar amb Yes.
Mentrestant, el segell discogràfic descàrrega en aquell temps un segon disc amb temes en viu de la banda, Yesshows, també el 1980. El qual contenia cançons de la gires "Relay" (1976), "Going For The One" (1977) i "Tormato" (1978-1979), amb les encarnacions més clàssiques de la banda (incloent a Rick Wakeman, Patrick Morazán, Alan White, Chris Squire i Jon Anderson), i una compilació de Grans èxits anomenat "Yesclassic" (1971-1977) que dona compte del major apogeu de les seves carreres.
És Així com el 1981 Trevor Horn i Geoffrey Downes decideixen llançar un segon àlbum, com The Buggles, anomenat "Adventures in Modern Recording", intentant rescatar la seva experiència musical al costat de Yes, però, i malgrat la seva qualitat en el so, aquest àlbum pas gairebé inadvertit. Després del qual Trevor Horn, desencantat de la seva incipient carrera com a cantant, es concentra al treball de productor d'altres bandes com ara Tina Turner, Lisa Stansfield, Pet Shop Boys, Simple Minds, Seal, Witney Huston, Tatu, entre d'altres. Arribant a convertir-se en un dels més reeixits productors de la indústria musical i al mateix temps com a músic en projectes com Art Of Noise el qual va arribar a donar-se a conèixer massivament pel conegut single "Moments of Love" i com a productor i segona veu en Frankie Goes to Hollywood, amb l'enorme èxit de "Do They Know It's Christmas".
Al mateix temps Steve Howe i Geoffrey Downes avalats pel segell Geffen, van formar costat de l'ex-King Crimson, Roxy Music i  UK John Wetton i l'ex bateria de The Crazy World of Arthur Brown, Atomic Rooster, i Emerson, Lake and Palmer, Carl Palmer el grup Àsia i el seu primer disc anomenat també "Àsia" (1982) amb el massiu i inesperat èxit del single "Heat Of The Moment", obligant-los a embarcar-se en una gira internacional. L'èxit es va deure en gran part a la combinació del so progressiu de la dècada setenta impresa per cadascun dels seus integrants en cançons de curta durada a la manera dels vuitanta, al costat de la promoció d'un exitós videoclip per "Heat Of the Moment "transmès per MTV. Després de tot això el 1983, després de la pressió del segell discogràfic aconsegueixen editar ràpidament un segon àlbum anomenat "Alpha", el qual inclou singles com "Don't Cry" i "The Smile Heu Left Your Eyes" arribant # 3 i # 5 respectivament en les llistes de popularitat, tot i no tenir la qualitat de la primera feina pel que fa a la barreja i edició final, arribant a tenir més aviat un so opac i difús, perjudicant el treball de composició i execució instrumental d'aquest. Després certa inestabilitat a causa de problemes de protagonisme en la direcció de la banda entre Steve Howe i John Wetton, acaben amb la sortida abrupta de John Wetton a mitjan gravació del que seria el seu tercer disc, aquest cop gravat en Vancouver, Canadà, el qual es cridaria "Arcàdia", el qual inclouria temes com "Laying To Yourself", i "Ride Easy" intentant acostar-se més al so del seu primer àlbum. Malgrat aquest ensopegada Steve Howe decideix improvisar trucant a Greg Lake per complir les demandes del segell discogràfic davant l'oferta de tocar en el que seria el primer concert en viu transmès via satèl·lit de la història des del Japó als Estats Units per MTV, el desembre de 1983, però la veu de Greg Lake sembla no ajustar-se al perfil de la majoria dels temes d'Àsia, després de la qual cosa el segell discogràfic exigeix el retorn de John Wetton que al seu torn posa com a condició la sortida de Howe. Ja per a mitjans de 1984, Steve Howe decideix abandonar Àsia, i deixar-li el camí clar a John Wetton, mentre que el segell discogràfic edita part del frustrat àlbum en estudi com un LP anomenat simplement "Aurora", sent llançat només al Japó. D'aquesta manera, Àsia ja sense Steve Howe, llançaria finalment un tercer àlbum, aquesta vegada amb la col·laboració del canadenc d'origen alemany Mandy Meyer en guitarres i amb un so marcadament electrònic més proper al tecno-pop que al rock progressiu amb què es va donar a conèixer, anomenat "Astra" (1985), en el qual s'inclou el single "Go" i "Voice of America", donant compte en els seus temes dels temors col·lectius enmig de la Guerra Freda i un eventual desenllaç atòmic, però, amb una tèbia recepció per part del públic, després d'això la banda decideix dissoldre.
Mentrestant, Squire i White es van unir a l'ex-Led Zeppelin Jimmy Page en un projecte sense èxit anomenat XYZ (com un joc de paraules en "ex-Yes i Led Zeppelin"), el qual va aconseguir a materialitzar algunes sessions d'enregistrament en una cinta demo en la qual s'inclouen temes que més endavant s'inclourien en treballs posteriors de Yes com ara la segona part instrumental a la introducció de "Mind Drive" (1996) i el tema "Can You Imagine" amb Chris Squire en veu al costat d'una orquestra simfònica (2001). No obstant això a finals de 1981, Chris Squire i Alan White, (ja sense Jimmy Page), continuaven treballant en conjunt, aconsegueixen finalment editar un enganxós single nadalenc anomenat "Run With The Fox" per Atlantic i una versió instrumental d'aquest en la seva cara B, anomenada "The Return of the Fox", anticipant de certa manera el so que vindria més endavant en les seves carreres.

### Yes es reforma - L'arribada de Trevor Rabin: 1983-1988
Així com el 1982, Chris Squire i Alan White inclouen com reemplaçament a Page el jove guitarrista Sud-africà Trevor Rabin, que ja s'havia donat a conèixer en una banda de Glam Rock sud-africana anomenada Rabbit, sota un nou projecte anomenat Cinema. No obstant això, a finals de 1983 Chris Squire convida a Jon Anderson, (qui en aquest moment es trobava desenvolupant la seva carrera com a solista ja amb tres àlbums editats), a cantar en un parell de temes del nou disc en procés de gravació. Va ser tal la química que es va produir en aquest instant que ràpidament va sorgir la idea de reformar a Yes sota un nou concepte més contemporani. És així com el nom de Cinema és deixat de banda per reencarnar a Yes, més el reclutament final d'un dels seus membres fundadors, el teclista Tony Kaye. Pel que sembla, al principi, Rabin estava una mica temorós d'aparèixer amb el nom d'aquesta llegendària banda progressiva, pel fet que poc i res tenia a veure amb el so progressiu i simfònic que va caracteritzar a aquesta banda en els setanta, sinó a més temia que el públic ho compararà amb el veterà Steve Howe, l'estil era d'altra banda completament diferent, però, a poc caminar va perdre la por, a causa de la bona acollida per part del públic i la crítica més jove.
La nova alineació va gravar el 1983 juntament seu automarginat company Trevor Horn, aquesta vegada no com a cantant sinó com a productor, l'àlbum 90.125 (número del registre de Atlantic). Aquest disc amb un so modern i accessible al públic en general, va saber combinar el virtuosisme i el talent dels seus músics, el caràcter modern i la intuïció creativa de Trevor Rabin, més el talent i la visió comercial avalada per l'experiència en la música electrònica de Trevor Horn en la producció. Aquest disc va incloure entre els seus temes el reeixit single "Owner of a Lonely Heart" el qual va arribar fins al número u de les llistes de popularitat, a més d'altres temes d'èxit radial com "Changes", "Leave it", "It Can Happens" i "Hearts". Gràcies a90.125, la banda aconsegueix adherir una nova generació de fans, amb un so més proper al Hard Rock ochentero, i amb cançons de tall més comercial, més la presència física i el desplegament de Rabin sobre l'escenari, cosa avalada pels mateixos integrants de la banda, va acabar per revitalitzar a la banda que es va embarcar en una gira mundial que va incloure la seva exitosa participació a Rock a Rio. D'aquesta gira mundial prové el vídeo "9012Live" gravat a Edmonton, Canadà, el qual va ser dirigit per Steven Soderbergh que es faria posteriorment mundialment famós amb el film Sexe Mentides i Videos i nominat al Grammy com vídeo de l'any el 1985.
Una curiositat d'aquesta gira, planificada originalment per Cinema, va ser que l'abrupte del retorn de Yes, va obligar a Rabín, que no era originalment fan de la banda, a aprendre i adaptar al seu estil les partitures de Howe literalment al seient de l'avió.
L'èxit de 90.125 va donar a Yes el 1984 el seu únic premi Grammy en la seva història gràcies al tema "Cinema", com a tema instrumental de l'any. Una altra curiositat d'aquest àlbum és que el tema "Owner of a Lonely Heart", que es va mantenir al topall del Hot 100 del Billboard per quatre setmanes, va ser incorporat després que la cinta que contenia la gravació original de Rabin fos casualment escoltada per Squire i White mentre l'avançaven buscant un altre tema.
Malgrat el seu èxit, l'enregistrament de "90.125", no va estar exempta de problemes. Diferències creatives entre Horn i Kaye dinamitar la sortida prematura d'aquest últim enmig de la gravació, absència que es va fer notòria en el vídeo promocional de "Owner of a Lonely Heart", en el qual és substituït pel teclista Eddie Jobson. Aquesta és la raó per la qual part important del treball de teclats va ser realitzat pel mateix Trevor Rabin. Finalment Tony Kaye es va reincorporar a la banda després del llançament de "90.125" (les parts del vídeo promocional en què apareix Jobson van ser editades, al punt que amb prou feines se li veu la cara).
La gira de 90.125 va ser tan important per al grup que els va permetre arribar a països de Llatinoamèrica, com la seva presència del Rock in Rio de 1985 i el tancament de la mateixa es va fer al febrer d'aquest any a l'Estadi Velez-Sársfield a Buenos Aires, Argentina.
Tractant de continuar amb la fórmula de "Owner of the Lonely Heart", el 1987 es van establir a la localitat de Caramati al nord d'Itàlia, reclosos en un castell condicionat per a la producció del nou treball en estudi. No obstant això, en el procés Jon Anderson i cada vegada més distant del gir que estava prenent la banda en aquell moment va decidir retreure al rol de mer cantant de sessió, deixant en mans de Trevor Rabin, tant la composició com els arranjaments de gairebé tots els temes de l'àlbum. Això, més els constants conflictes del productor Trevor Horn amb Tony Kaye davant la negativa d'aquest d'executar sintetitzadors, i no fer oïdes a les seves instruccions tècniques, arribant fins i tot a gravar les seves pistes en el seu acostumat Hammond en un estudi a part per escapar de la tutela del productor, aquest decideix finalment abandonar el treball de producció, havent de ser reemplaçat a última hora per un tal Paul DeVilliers (Probablement un pseudònim del mateix Rabin). Això, a més de la notòria manca de protagonisme dels altres membres de la banda, relegant a si mateixos a la categoria de mera banda acompanyant, a diferència dels discos anteriors amb el segell característic de Yes incloent a 90.125, va fer deBig Generator(1987) un succés menor al descàrrec anterior. Malgrat tot, va ser tot un èxit en vendes a nivell mundial, amb singles com "Rhythm of Love" i "Love Will Find a Way", arribant a destacar en les ràdios i en les llistes de popularitat, després de la qual cosa s'embarquen en una reeixida gira mundial.

### Dues Yes per a dos enfocaments diferents: 1989-1994

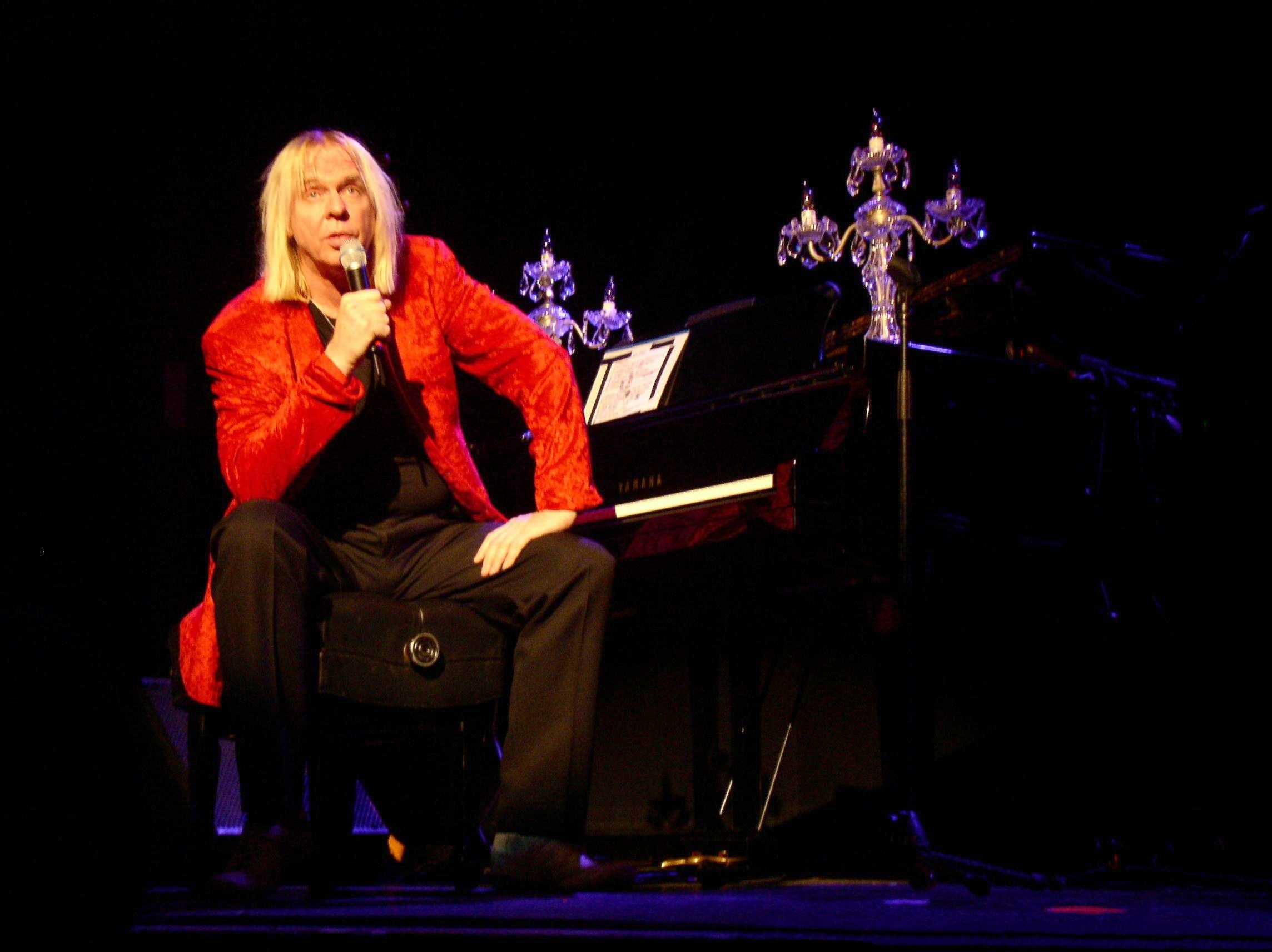
Rick Wakeman, membre carácteristic del so clàssic de Yes.

El 1989, Jon Anderson, cansat de la seva marginació creativa a l'interior de Yes, i desencantat del rumb comercial que havia pres la banda al costat de Rabin, decideix tornar-se a reunir amb els seus antics companys en Yes: el percussionista Bill Bruford (qui havia participat per un temps al costat de Robert Fripp i Tony Levin en King Crimson), el teclista Rick Wakeman i el guitarrista Steve Howe (qui acabava de collir un important èxit el 1986 al costat de l'Ex-Genesis Steve Hackett amb la super banda GTR, destacant amb el single When The Heart Rules The Mind. És així com junts novament tornen a l'escena musical amb el nom d'Anderson-Bruford-Wakeman-Howe, o "ABWH" donant-se a conèixer amb el single Brother Of Mine. En realitat aquest nou projecte de Jon Anderson i companyia no era altra cosa que una nova encarnació de l'un Yes més simfònic i conceptual a la manera dels setanta. Amb un so marcadament barroc, a la manera d'àlbums com Fragile o Going For The One, però, sota un concepte més accessible al públic contemporani, i la col·laboració de músics que ja havien participat en altres projectes individuals dels integrants de la banda com Vangelis en la composició de "Let's Pretend" o Geoff Downes en "Brother Of Mine". Per Anderson, Bruford, Wakeman i Howe tornaven a reencantar als vells fans de la banda decebuts amb el tecno rock d'orientació comercial de Trevor Rabin. No obstant això, no van poder usar el nom "Yes", ja que li pertanyia legalment el baixista Chris Squire. No obstant això, no els va impedir seguir endavant amb el projecte. Després de gravar el seu únic disc en estudi, anomenat com la banda, es van llançar a un tour mundial, juntament amb l'eximi baixista Tony Levin de King Crimson, el qual no es troba registrat en el disc An Evening of Yes Music Plus, llançat per Aresta a principis de 1994, ja que es trobava malalt, sent substituït per a l'ocasió per l'excel·lent Jeff Berlin, vell conegut de Bruford en el grup homònim que aquest va formar el 1976.
Al març de 1990, Un Yes d'Anglaterra ABWH i un altre de Los Angeles (amb Rabin, Squire, White, i el jove ex-World Trade Billy Sherwood estaven preparant cadascun pel seu costat els seus nous treballs en estudi, quan a mitjans d'agost d'aquest mateix any Anderson i Squire van conversar decidint combinar el treball d'ambdues bandes en un set de 15 temes anomenat "Union" amb l'art gràfic del britànic Roger Dean i la col·laboració del productor Jonathan Elias amb el Yes d'Anglaterra (ABWH). És així com el segon àlbum en estudi de ABWH el qual tindria per nom "Dialogue" i havia estat projectat per a l'agost de 1990 és avortat a mitjan procés de gravació entre els interminables trasllats entre el Sud de França i Londres (en on Jon havia manat a construir un estudi especialment habilitat enmig d'una granja), més la dificultat entre els mateixos músics d'arribar a un acord creatiu enmig d'aquests trasllats, això i el fet que és considerat massa eclèctic per al públic en general i costós per a la gent de Arista. És així com un Demo amb part del treball avortat de ABWH circularia clandestinament com bootleg amb temes inèdits com "Make Believe", "Santa Barbara", "Hold Your Arms", "Watching The Flags That Fly "i temes que apareixerien editats més tard com a part d'altres treballs en solitari de Jon Anderson com" It Is Love ", en" Page Of Life "amb el grec Vangelis el 1991, i" God with Southern Accent ", en Quantum Guitar de Steve Howe el 1998, i" Axis of Love "amb la col·laboració de Vangelis el qual hauria estat tornat a considerar durant les sessions de Keys To The Ascensió el 1996, donarien compte d'un so més íntim i atmosfèric amb relació a l'àlbum anterior.
És així com Jonathan Elias arriba a prendre part important del procés creatiu de la banda, posant una sèrie de restriccions a la resta dels músics, marginant Rick Wakeman i Steve Howe a un segon pla, argumentant l'anacrònic del so de les seves pistes en l'estudi de gravació, justificant d'aquesta manera la inserció de diversos músics de sessió com el guitarrista Jimmy Haun (reemplaçant a Steve Howe en la majoria de les seves pistes), qui fins i tot va arribar a igualar el so de Steve Howe, confonent inclús als fanàtics més versats en el so de la banda. No obstant això, el llançament d'Arista d'un àlbum amb les versions crues dels temes per al que seria "Union", és deixat anar abans del llançament oficial amb el nom de "Re-Union" per generar certa expectació entre els fans, el qual dona compte del so més cru i proper al so del primer àlbum per part de ABWH, i com aquest va ser produït i alterat per tal de fer-ho més proper al so del Yes de Los Angeles.
D'aquesta manera, en el paper això va formar un "Mega-Yes", amb una alineació de vuit membres: Anderson, Squire, Kaye, Bruford, Howe, Wakeman, White i Rabin. No obstant això, en la pràctica aquestes dues bandes mai es reunirien o col·laborarien en un estudi, realitzant cadascuna d'elles el seu treball de manera totalment independent, d'una banda Jonathan Elias i ABWH van gravar a Nova York, mentre que Rabin i companyia ho farien en Los Angeles, amb la inclusió posterior de la veu de Jon Anderson per mitjà de la postproducció en estudi.
No obstant això, per promocionar aquest àlbum, es va llançar un exitós tour per Amèrica del Nord, Europa i Japó. Durant el qual Steve Howe només acceptava de mala gana interpretar els temes de Trevor Rabin al punt d'absentar de l'escenari durant moltes de les interpretacions dels temes del repertori del sud-africà. No obstant això, Trevor Rabin va arribar a establir una gran amistat i afinitat de caràcter des de llavors amb el teclista Rick Wakeman, qui amb el seu sentit de l'humor i carisma suavitzar les asprors i els egos individuals de la resta de la banda, amistat que es reflectiria en la posterior col·laboració de Trevor Rabin en l'àlbum de Rick Wakeman de 1999, Return to the Centre of the Earth. És així com, després d'acabada la gira al Japó el maig de 1992, finalment Steve Howe, Rick Wakeman i Bill Bruford, decebuts per la intromissió i la mutilació en l'edició final del seu treball en estudi per Jonathan Elias, decideixen abandonar el mega projecte i reprendre les seves carreres en solitari, deixant el camí clar a Trevor Rabin en Yes.
Jon Anderson, Steve Howe i Bill Bruford, ja sense Wakeman, apareixerien un any més tard (1993) al costat del baixista Tim Harries, els teclistes Julian Colbeck,  David Palmer (ex membre de Jethro Tull) i amb la producció de Alan Parsons i Ian Anderson (Líder de Jethro Tull), més l'addició de  The London Symphonic Orchestra i The English Chamber Orchestra, en un àlbum titulat Symphonic Of Yes Music, un disc de grans èxits de la banda, amb diversos arranjaments orquestrals de marcat estil progressiu i la incorporació d'un cor de Gospels (The London Community Gospel Choir) on s'inclou el mateix Jon Anderson amb la seva filla Debora Anderson.
És així que el 1994, l'alineació de Yes va tornar a reduir-se a Trevor Rabin més companyia (Squire, Kaye, White) més el cantant Jon Anderson. Aquests van gravar l'àlbum, Talk, que els va permetre mantenir la banda amb vida i aconseguir unir en el treball en estudi per primera vegada en la història de Yes a Jon Anderson i Trevor Rabin. No obstant això, i malgrat el modern i innovador del format digital durant el treball de gravació en l'estudi (una veritable novetat per a l'època), i la col·laboració de Roger Hodgson (Supertramp) en single "Walls", a més d'haver comptat amb el suport del multiinstrumentista i amic de la banda Billy Sherwood a l'escenari, el disc va tenir una freda recepció entre els fans, arribant a ser un total fracàs pel que fa a les expectatives de vendes per al segell discogràfic (Victory Records) amb relació a l'àlbum anterior (Union), a més d'haver tingut diversos problemes amb la promoció del tour mundial. Tot aquest clima, més la pressió per part dels fans més durs i crítics amb el so tecno d'aquesta alineació que mantenia el nom de Yes, va acabar finalment per empènyer la sortida de Rabin i Kaye de la banda un cop acabada la gira promocional del disc.

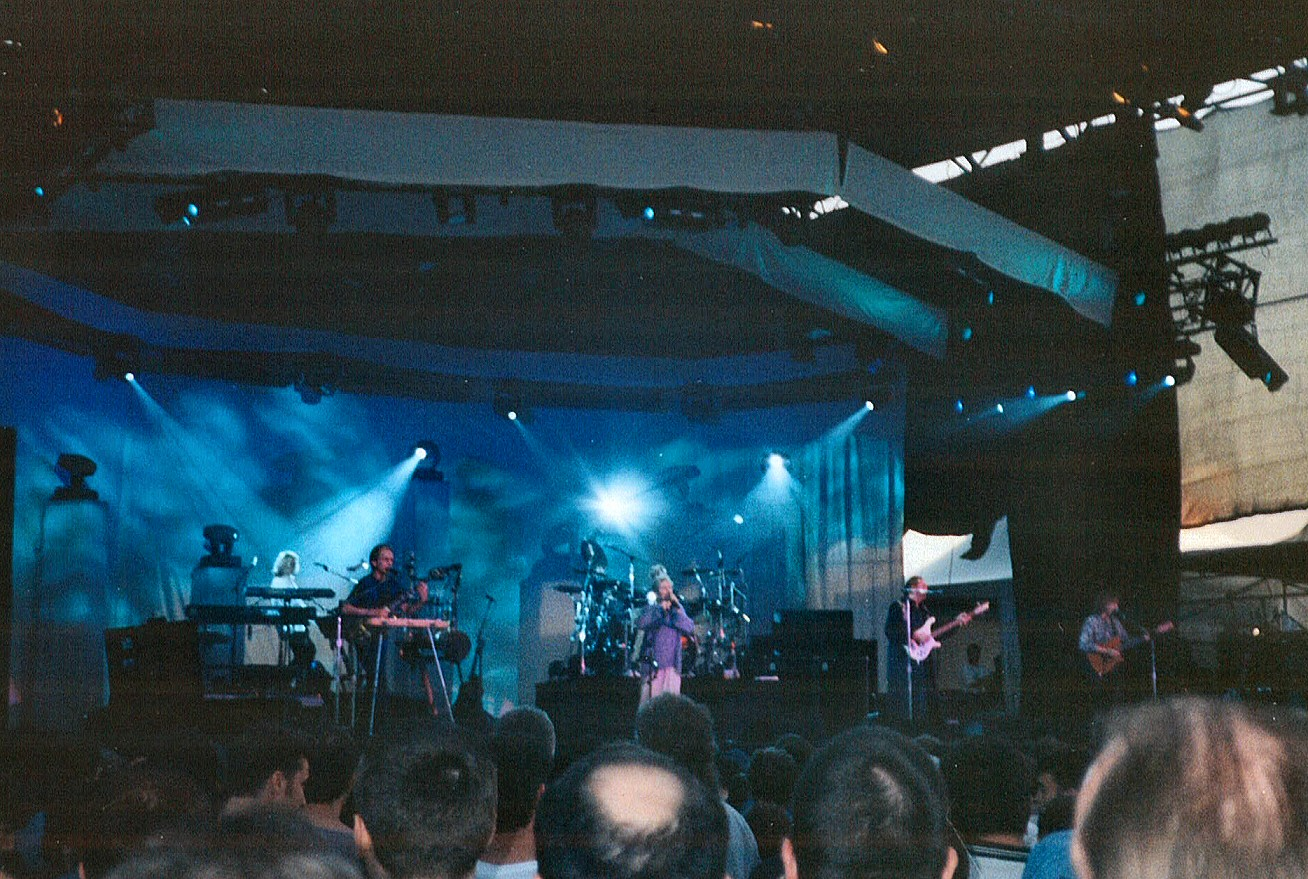
Yes live 1998.

Trevor Rabin mai més va tornar a Yes, malgrat la insistència dels seus ex-companys Chris Squire i Jon Anderson, i es va concentrar en la realització de bandes de so per Soundtrack a Hollywood fins al dia d'avui, deixant de banda la seva carrera en la música rock, excepte en esporàdiques aparicions en col·laboració amb altres músics comRick Wakemani el seu Return To The Centre Of The Earth el 1999 i el seu descàrrec com a solista de dos àlbums: un covers anomenat sarcàsticament 90.124, que inclou les pistes originals d'alguns temes de "90.125" i "Big Generator" i un altre en viu per a la seva gira com a solista el 1989 del seu àlbumI Can't Look Awayanomenat simplement Live In LA tots dos a mitjans de l'any 2004. No obstant això, a mitjans del 2006 es diu que Jon Anderson i Trevor Rabin s'havien reunit per gravar novament junts sense que a la data hi hagi confirmació d'aquest rumor ni tampoc sobre el projecte en el qual haurien treballat. De tota manera, tot indica que l'èxit de Rabin com a compositor de bandes sonores per al cinema ha frenat tota intenció tant pel que fa a treballs en solitari com un eventual retorn a Yes.
Mentrestant Tony Kaye col·laboraria aquest mateix any tocant el Hammond en molts dels temes de "Return To The Dark Side Of The Moon" de Billy Sherwood el 2006 i en el posterior projecte anomenat Circa, amb l'addició d'Alan White i Jimmy Haun.

### El retorn al clàssic: 1996-2004

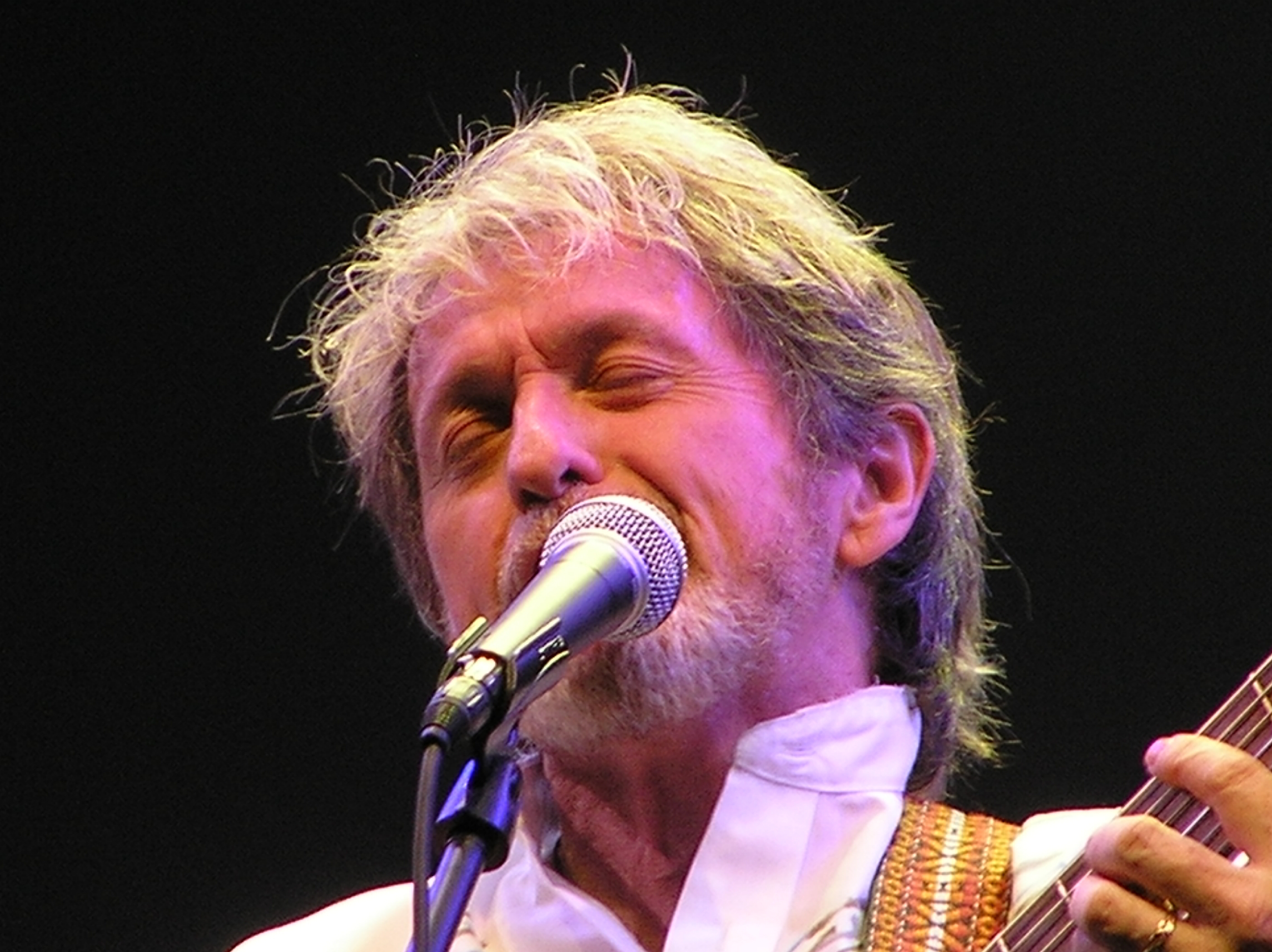
Jon Anderson Segell permanent de Yes.

Després del fracàs comercial de Talk, i enmig de certa inestabilitat, Howe i Wakeman van tornar a la banda, reencarnant l'alineació més llegendària i clàssica de Yes. És així com Keys to Ascension i Keys to Ascension 2 són llançats el 1996 i 1997. Tots dos discos eren una barreja de cançons en viu (a San Luis Bisbe, CA, el març de 1996) i 59 minuts de nou material en estudi. Les cançons en viu eren clàssics progressius dels setanta, mentre que les d'estudi eren nou material, recreant les mateixes complexes estructures dels setanta més la col·laboració de Vangelis en la composició d'un dels seus temes: (Children Of Light). No obstant això, i malgrat les altes expectatives dels fans, Wakeman va sortir de la banda abans que poguessin llançar-se en una gira programada per als Estats Units, deixant a la resta de la banda en un molt mal peu.
Amb la partida de Wakeman el 1997, La resta de la banda ha d'improvisar, per assumir els compromisos assumits, i és així com Billy Sherwood, qui ja havia col·laborat al costat de Chris Squire al començament dels noranta en diferents projectes materialitzant-se en la composició de "The More We Live - Let Go" al costat de Chris Squire per a l'àlbum Unió de 1991, entre altres temes inèdits, a més d'haver acompanyat a la banda a la guitarres en el gira del 1994 (Talk) com a suport a Trevor Rabin, a més d'haver treballat com a productor en el descàrrec anterior, va entrar a l'estudi aquesta vegada com a compositor, multi instrumentista i nou membre "oficial" de la banda. A més de reclutar al talentós teclista Rus Igor Khoroshev. És en aquestes condicions en què és gravat el disc Open Your Eyes aquest mateix any. Aquest disc marcadament més accessible i directe que el descàrrec anterior, sota la clara i evident direcció de Chris Squire i Billy Sherwood, va intentar repetir l'experiència comercial amb Rabin, però, va ser un fracàs total enfront de les noves tendències musicals, no deixant contents ni a uns ni a altres entre els fans. No obstant això, els va embarcar en una reeixida gira mundial que els va permetre tornar a interpretar els seus clàssics dels setanta com ara America, Siberian Khatru, Starship Trooper, Wonderous Stories, al costat del ja llegendari Steve Howe, així com permetre la plataforma a cadascun seus integrants per publicar els seus treballs independents.
És en aquest context en què Chris Squire i Billy Sherwood editen Conspiracy el 1999, un disc amb un so més proper al Tecno-Rock de Trevor Rabin que al Rock Progressiu (sense minvar en la qualitat i el virtuosisme), en on s'inclouen a més de temes compostos especialment per a l'àlbum versions alternatives per temes inclosos en anteriors àlbums de Yes com ara: We More we Live de Union (1991), Open Your Eyes - Wish A News "i" Man in the Moon "de Open Your Eyes (1997), a més de dos temes compostos durant 1989-1990 "Love conquer All" i "Say Goodbye" gravats originalment per una alineació Squire, Sherwood, White i Trevor Rabin, que s'inclourien en una caixa de recopilació per col·leccionistes anomenada "Yesyears", el 1991.
Amb aquesta mateixa alineació de "Open Your Eyes" es grava The Ladder el 1999, amb la col·laboració del productor Bruce Fairbairn, la sobtada mort durant l'enregistrament va prendre a tots per sorpresa, dedicant-se l'àlbum com a reconeixement i gratitud al costat de la banda. "The Ladder" intent acostar a la banda una mica més al so de les seves antigues tradicions en el rock progressiu, però alhora conciliant-ho amb el so melòdic propi de la carrera en solitari de Jon Anderson, donant com a resultat un àlbum una mica irregular, el qual va passar gairebé inadvertit en els mitjans si no és per la inclusió d'un dels seus temes en els crèdits d'un vídeo joc anomenat Homeworld. Després de tot això s'embarquen en una nova gira mundial, que igual que l'anterior, inclou la interpretació dels temes clàssics de la banda i un parell de temes del nou àlbum.
Per al 2000, un altre disc en viu és editat: House of Yes: Live from House of Blues, que dona compte d'aquesta nova encarnació de la banda, amb els seus dos noves contractacions, interpretant temes clàssics junts a alguns "The Ladder". Després de la gira promocional de The Ladder, Billy Sherwood abandona la banda per iniciar la seva carrera com a solista, traient en el mateix any "The Big Peace", en el qual demostra no només un virtuosisme en tocar gairebé tots els instruments (en la gravació de l'àlbum), sinó també evidencia una molt marcada influència de les seves arrels progressives. No obstant això, l'amistat i col·laboració de Billy Sherwood costat de Chris Squire continua en diversos treballs i presentacions arribant a editar The Unknow en (2003),
Igor Khoroshev seria el següent a sortir uns mesos després de finalitzada la gira "Masterworks" on es van interpretar per primera vegada en 25 anys temes de relay, com Gates Of The Deliriun de 23 minuts.
D'aquesta manera el 2001 el quartet d'Anderson, Howe, Squire i White tractant de retrobar-se amb un so més clàssic i propi va gravar Magnification, que és l'únic disc de la banda que no té el característic so dels sintetitzadors, els que són substituïts per una orquestra simfònica dirigida per Larry Groupe, un àlbum marcat per un inusual pessimisme i esperit més aviat malenconiós i reflexiu després de l'atemptat contra el Worldtrade Center a Nova York l'11 de setembre de 2001. Després del descàrrec de l'àlbum "Magnification", Yes va emprendre una gira promocional pels Estats Units i Europa sent acompanyats per diverses orquestres simfòniques locals i la inclusió del teclista Tom Brislin, argumentant que l'orquestra sola no podria reproduir fidelment alguns dels sons clàssics del material de la banda. Part d'aquesta gira quedaria registrada en el DVD anomenat Yessymphonic llançat al mercat el 2002.
Després de moltes especulacions i desavinences, Rick Wakeman finalment va decidir tornar a Yes al juliol del 2002, agregant en el segon peu de la gira promocional de Magnificationper Estats Units, d'aquesta manera tornant a reencarnar l'alineació clàssica d'una de les llegendes més grans del rock progressiu de tots els temps, per interpretar "In The Deep" i "Magnification" juntament amb els temes més clàssics d'aquesta banda, a més amb altres mai abans interpretats sobre l'escenari (com ho va ser la interpretació de " South Side Of The Sky "de l'àlbum Fragile de 1972). Després d'aquesta extensa gira i una altra amb la mateixa alineació clàssica per commemorar 35 anys de trajectòria amb interpretacions variades dels seus clàssics i material acústic, sobre un escenari bellament preparat per a la gira a càrrec de Roger Dean, gira que va finalitzar a Ciutat de Mèxic en setembre del 2004, després de la qual la banda decideix prendre un recés, el qual arribaria a ser el més llarg de la seva carrera.

### Durant el Hiat (2004-2011)
El novembre del 2004, en ocasió d'un concert benèfic patrocinat per Carles, Príncep de Gal·les en homenatge a la contribució del músic i productor Trevor Horn a la música britànica. Es porta a terme la inusual reunió sobre l'escenari de Trevor Rabin, Steve Howe, Chris Squire, Geoffrey Downes, i Alan White, per interpretar alguns clàssics del Yes de l'era vuitanta. Aquesta presentació va anar acompanyada, no només amb aquests ex-músics de Yes, sinó a més amb músics que també van formar part dels The Buggles, Art of Noise, Frankie Goes To Hollywood, entre altres artistes amb els quals va contribuir Trevor Horn com a productor, tots ells acompanyats amb una secció d'instruments de cordes i bronzes, aportant una gran riquesa musical a l'espectacle.
És així com a partir de 2005 els integrants de la banda es troben submergits en projectes individuals paral·lels a Yes. D'una banda, Chris Squire va ressuscitar el projecte The Syn de finals dels seixanta i editar l'àlbum Syndestructible. Així com Alan White ha llançat amb la col·laboració en els teclats de Geoff Downes un treball en solitari anomenat simplement "White", interpretant en viu alguns temes de l'àlbum Drama de Yes. Steve Howe per la seva part es va reunir el 2006 amb els seus antics companys de començaments dels vuitanta per reviure l'alineació original i més reeixida d' Àsia al costat del cantant i baixista John Wetton, el bateria Carl Palmer i l'Ex-teclista de Yes i els Buggles Geoffrey Downes, commemorant així els 25 anys del llançament del seu primer àlbum amb una gira per Estats Units i Europa a finals del mateix any, seguint pel Japó i Sud-amèrica al començament del 2007, arribant a llançar un nou àlbum en estudi el març del 2008, anomenat Phoenix. Mentre que Jon Anderson i Rick Wakeman van sortir en gira per Estats Units a finals del 2006, on van interpretar temes de les seves carreres solistes i alguns clàssics de Yes i un tema de ABWH.
El març de 2007, Aprofitant el Hiat de Yes, el multiinstrumentista i productor Billy Sherwood reuneix a alguns dels seus ex-companys: Alan White, Tony Kaye i el guitarrista Jimmy Haun (qui va participar com a músic de sessió reemplaçant gairebé totes les pistes de guitarra de Steve Howe en l'àlbum Unió de 1991, a més de col·laborar amb Kitaro, Jon Anderson, Vangelis, Celine Dion i Cher, entre d'altres) en un nou projecte musical anomenat Circa gravant en estudi nou material, amb el nom de Circa: 2007, llançat a finals d'octubre de 2007, el qual Billy Sherwood és el factor musicalment predominant, fent-nos recordar treballs com Conspirancy, o World Trade, a més de reinterpretar en viu un popurri amb clàssics de Yes.
Després del hiat més llarg en història de la banda, Yes anunci seu retorn a principis de 2008. Anunciant una nova gira nord-americana per a juliol i agost. En una entrevista al programa radial de Michael Smerconish a Philadelphia, Anderson va confirmar una gira per aquests mesos, però amb una nova alineació. Anderson, Squire, Howe i White, mentre que Wakeman encara estava en converses a causa de problemes amb la seva salut, pensant-com reemplaçament seu fill Oliver Wakeman (qui ja ha participat amb Starcastle, Clive Nolan, i havia treballat en dues ocasions amb el guitarrista Steve Howe, en Three Year of Magik (2000) i en Spectrum (2005). El seu germà Adam ja havia estat considerat com tecladista de la banda a la gira de The Ladder el 1999, com reemplaçament d'última hora per Igor Khoroshev qui s'havia indisposat, però, ell sol va arribar a tocar al final d'un concert a Anglaterra en el tema Startship Trooper. En l'entrevista, Anderson, ja amb 64 anys, va dir que ell li havia enviat a Oliver fa uns dies una llista amb el set-list de les cançons i ell ja estava aprenent. Roger Dean havia confirmat també que ja està treballant per a aquest llavors en l'escenografia per a aquest tour. No obstant això, el dia 4 de juny la gira de Yes és cancel·lada per problemes relacionats amb la salut del cantant Jon Anderson. Jon va ser internat a l'hospital el mes de maig després de patir un sever atac d'asma i se li va aconsellar descansar i no treballar per un període d'almenys sis mesos o més per no patir més complicacions de salut.

### Howe / Squire / White: In The Present Yes (2008-2009)

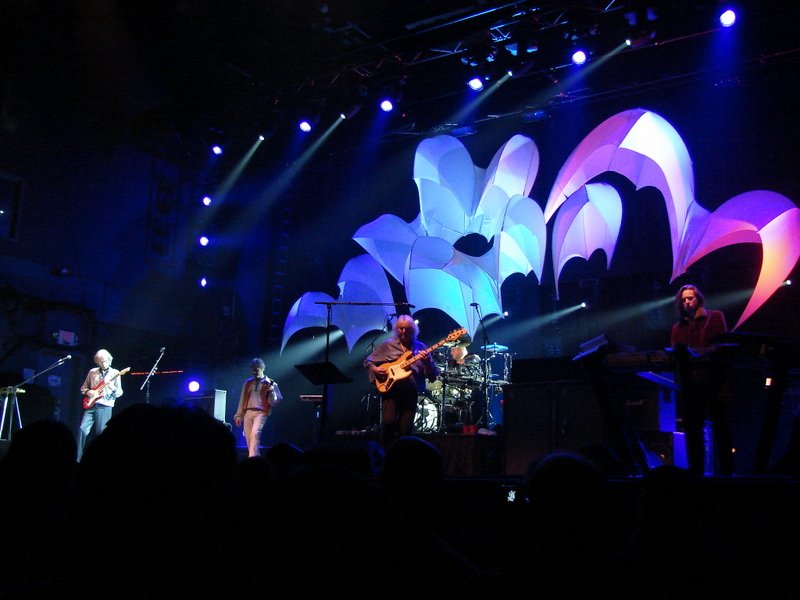
In the Present Yes en concert 2008.

Lamentablement, donada la delicada condició de Jon Anderson causa d'una insuficiència respiratòria, i la crisi que el maig del 2008 gairebé acaba amb la seva vida, Chris Squire, Steve Howe, Alan White i el nou teclista per a la projectada gira, Oliver Wakeman, van haver de cancel·lar la seva gira mundial. No obstant això, malgrat l'absència de Jon Anderson, la banda decideix optar per la mateixa via presa anteriorment per Journey i Judas Priest i decideixen seleccionar com a cantant al canadenc Benoit David, qui ostenta un registre molt similar al de Jon Anderson, de la banda: Close To The Edge, després que Chris Squire veiés un vídeo d'aquest en YouTube i fora audició per la resta de la banda. No obstant això, la notícia del seu reemplaçament és presa de mala manera per Jon Anderson que en una declaració oficial a la seva pàgina web es lamenta de la decisió presa a l'esquena i la qualifica com una traïció. Davant la qual cosa després d'algunes trucades telefòniques de Steve Howe, acaben per acordar treure el nom de Yes a aquesta estranya alineació pel de Howe / Squire / White: In The Present Yes, i el reconeixement per la resta de la banda de Jon Anderson com una figura irreemplaçable en Yes, i el desig per la seva ràpida recuperació i el seu reintegrament al treball de la banda en una propera gran gira.
D'aquesta manera l'octubre de 2008, Howe / Squire / White: In The Present Yes, comença una gira per Canadà i Estats Units, interpretant gran part del repertori més clàssic de la banda, a més de la novetat d'interpretar temes de l'àlbum de 1980: Drama (l'únic en la carrera de Yes de no comptar amb la veu de Jon Anderson), mai tornats a interpretar en viu des de la seva gira promocional, Parallels de Going for the One (1977), Astral Travellers de Time and A World (1970), a més d'interpretar sobre l'escenari un tema inèdit anomenat: Alien (Only Us From The Future), compost per Chris Squire.

### Fly From Here (2011-actual)
El 29 octubre 2010 Yes confirma que es troba una vegada més en treball d'estudi, Fly From Here com es dirà el nou disc té com a principals novetats la sortida d'Oliver Wakeman com tecladista, i el retorn de Trevor Horn com a productor i co -escriptor, i el de Geoff Downes com teclista.
El disc va ser acabat al març, però se seguirà treballant en el fins fins d'abril i no veurà la llum fins al 12 de juliol. Tot i que l'alineació és similar a la de Drama, Chris Squire va confirmar que l'estil del disc va de la mà a l'estil clàssic de la banda, amb un so més proper a treballs com Fragile i Close to the Edge. Cavaller va confirmar també que el disc tindrà una cançó d'estil "èpica" i de llarga durada a l'estil de cançons com The Gates of Delirium, Close to The Edge, The revealing science of god, etc.

## Yes a la cultura popular
- En un episodi de la sèrie animada Yu Yu Hakusho, quan en Yusuke, el protagonista, va corrent per trobar-se amb Raizen, en el paisatge de fons es fan referències a caràtules de Yes. En ordre d'aparició, aquestes són: Yessongs (interior), Relay, Symphonic music of Yes, ABWH i Union.
- La cançó "Owner of a lonely heart" apareix en el videojoc GTA Vice City, a l'emissora radial Flash FM.

## Discografia
Veure: Discografia de Yes

### En estudi
- Yes (1969)
- Time and a Word (1970)
- The Yes Album (1971)
- Fragile (1971)
- Close to the Edge (1972)
- Tales from Topographic Oceans (1973)
- Relayer (1974)
- Going for the One (1977)
- Tormato (1978)
- Drama (1980)
- Classic yes (1981)
- 90.125 (1983)
- Big Generator (1987)
- Anderson Bruford Wakeman Howe (1989)
- Union (1991)
- Talk (1994)
- Keys to Studio (1996-1997)
- Open Your Eyes (1997)
- The Ladder (1999)
- Magnification (2001)
- Fly From Here (2011)
- Heaven & Earth (2014)
- The Quest (2021)
- Mirror to the Sky (2023)

### Compilacions en viu i concerts
- Yessongs (1973)
- Yesshows (1980)
- 9012Live: The Sols (1985)
- An Evening of Yes Music Plus (1994)
- Keys to Ascension (1996)
- Keys to Ascension 2 (1997)
- House of Yes: Live from House of Blues (2000)
- The Word Is Live (2005)

### Compilacions en estudi
- Yesterdays (1974)
- Yesyears (1991)
- Symphonic Of Yes Music (1993)
- Friends and Relatives (1998)
- In A Word: Yes (1969 -...) (2002)
- The Ultimate Yes (2004)

### DVD
- MusikLaden Live
- Yessongs
- Live 1975 at QPR
- Live in Philadelphia 1979
- 9012 Live
- Greatest Video Hits
- YesYears
- House of Yes
- Keys to Ascension (Concert del 5 i 6 de març de 1996, Sant Luis Bisbe, Califòrnia, Estats Units)
- Symphonic Live
- Yesspeak
- Yes Acoustic "guaranteed no hiss " (Concert del 26 de gener del 2004 a Los Angeles)
- Songs from Tsonga - Yes 35th anniversary concert (concert del 15 de maig del 2004 a Lowell, Massachusetts, USA)
- Anderson, Bruford, Wakeman & Howe - An Evening Of Yes Music Plus(Concert del dissabte 9 de setembre de 1989 a Mountain View, Califòrnia, Estats Units)
- Live at Montreux 2003 (Concert del Dilluns 14 de juliol del 2003 a Montreux Festival, Suïssa)